# 王翦
王 翦（おう せん、生没年不詳）は、中国戦国時代の秦の将軍。頻陽県東郷（現在の陝西省渭南市富平県の北東）の人。王賁の父。王離の祖父。秦王政（後の始皇帝）に仕えた戦国時代末期を代表する名将で、趙・楚・燕を滅ぼすなど、秦の天下統一に貢献した。白起・廉頗・李牧と並ぶ戦国四大名将の一人。

## 生涯
秦王政11年（紀元前236年）、桓齮・楊端和らと趙の鄴を攻めて、先ず9城を取る。王翦は一人で閼与および橑楊を攻め、それから、皆兵をあわせて一軍とした。王翦が軍を率いて18日が過ぎたとき、軍中の食糧が一斗に満たない下級兵を帰還させ、さらに兵10人のうち2人を選抜して精鋭軍を編成し、鄴と安陽を攻め落とした。
秦王政18年（紀元前229年）、秦は王翦に大軍の指揮を執らせ、羌瘣・楊端和とともに趙を攻めさせた。王翦は上郡から出兵し、太行山脈の要衝である井陘を抜いて趙に侵攻した。同時に楊端和は河内から軍を率い、また羌瘣も趙を攻撃し、楊端和は趙の首都邯鄲を包囲した。しかし趙は李牧と司馬尚によって守られ、特に李牧は秦軍をたびたび撃退し、桓齮を討ち取った名将だった。李牧を憎んだ王翦は、趙王遷の寵臣郭開に多くの金を与えて反間計を仕掛け、「李牧と司馬尚は反乱を企てており、秦に内通して封地を得ようとしている」と讒言させた。趙王遷はそれを信じ、李牧を斬首し、司馬尚を罷免した。趙は後任に趙葱と斉将顔聚を任命した。
秦王政19年（紀元前228年）、王翦は李牧謀殺の三か月後に趙軍を急襲し、これを大いに破って趙葱を討ち取り、顔聚を捕虜とし、邯鄲を陥落させた。王翦は羌瘣とともに趙の東部を平定し、趙王遷を捕らえ、趙を滅ぼした。しかし、趙の公子嘉が代で自立し、趙の残党は燕と連合した。王翦は燕攻略のために軍を指揮し、中山に駐屯した。
秦王政20年（紀元前227年）、燕が差し向けた荊軻による秦王政暗殺未遂が起こると、辛勝とともに燕を攻めて、燕・代連合軍を易水の西で破った。
秦王政21年（紀元前226年）、子の王賁とともに燕の首都薊を攻め、燕の太子丹の軍を破って、薊を平定した。このとき、太子丹の首を得た。しかし、燕王喜は遼東に逃げて、なお命脈を保った。この年、老病の故をもって、将軍を辞して故郷に帰る。
秦王政23年（紀元前224年）、秦王政より要請を受け、再び将軍として楚を攻めた。河南の陳から南の平輿までの地を占領して、楚王負芻を捕らえる。楚の名将項燕は昌平君を新たな楚王として擁立し、淮南で秦に反旗を翻した。
秦王政24年（紀元前223年）、蒙武と楚を攻める。王翦は蘄で楚軍を破り、昌平君は戦死し、項燕を自殺（あるいは戦死）させた。
秦王政25年（紀元前222年）、秦は大いに兵を輿して、王翦と蒙武はついに楚および江南を平定し、百越の諸王を降して、ここに会稽郡を置いた。翌年、秦は斉を滅亡させ、中華圏を統一する。
陳勝・呉広の乱（紀元前209年）以前に没したとされる。

## 人物・逸話
司馬遷の『史記』白起王翦列伝に基づく。
趙を破った後、秦の覇業を妨げうるのは、もはや楚のみとなった。その平定に当たり、秦王政は李信へ意見を求めた。李信は若く勇猛で、かつて数千の兵を率いて燕の太子丹を衍水の中まで追撃して捕らえたことがあり、秦王政は李信を賢勇であると高く評価していた。秦王政の問いに李信は、「20万の兵あれば十分でしょう」と答えた。これに対して王翦は、「60万の兵なくしては不可能です」と答えた。秦王政はこれを聞いて、「王将軍も老いたな、なんと臆病なことか。李将軍こそが勇壮であり、彼の言葉こそが正しい」と言い、李信と蒙恬に20万の兵を与えて楚攻略を命じた。王翦は自らの意見が採用されなかったため、老病の故をもって故郷の頻陽に隠退した。しかし、楚へ侵攻した秦軍は、楚軍の奇襲を受けて大敗した。
秦王政はその報を聞くと大いに怒り、自ら馬を走らせて頻陽まで赴き、王翦のもとを訪れた。そして詫びて、「私が将軍の策を用いなかったばかりに、李信が秦軍を辱める結果となった。今や楚軍が日々西進していると聞く。将軍は病を患っているとはいえ、どうか私を見捨てはしないでくれ」と言った。これに王翦は、「老臣は年老いて病み、心も乱れております。どうか大王におかれては、別の将軍をお選びください。どうしても私をお用いになるのであれば、60万の兵がなければなりません」と言った。秦王政は、「すべて将軍の策に従おう」と了承した。
こうして王翦は60万の大軍を率いて出陣し、秦王政自ら灞上（覇上）まで見送った。出発に際して、王翦は多くの良田・屋敷・園池を賜りたいと願い出た。秦王政は、「将軍はこれから出陣するというのに、なぜ貧しさなどを気にかけるのか」と問うた。王翦は、「私はこれまで大王のために数々の戦功を挙げながら、ついに封侯されることはありませんでした。ゆえに、大王が私を信任してくださっている今この時に、せめて子孫のために土地を賜りたく存じたのです」と答えた。秦王政はこれを聞いて大笑した。王翦は函谷関に至った後も、使者を通じて5度に渡って請願した。周囲の者は、「将軍の乞貸は度を越している」と眉をひそめたが、それに対して王翦は、「そうではない。秦王は粗暴で、人を容易には信用しないお方だ。いまや秦の全ての兵士は、私一人に委ねられている。だからこそ私は、田宅を多く求めて子孫のための財産とすることで、私に野心などないと示しておくのだ。秦王に私の忠誠を疑わせるようなことがあってはならぬだろう」と返した。
楚は王翦が大軍を率いて迫ってくると聞き、国内の兵力を総動員してこれを迎え撃とうとした。王翦は国境付近に到着すると、堅固な陣を敷いて守りに徹し、決して戦おうとはしなかった。彼は日々、兵を休ませ、入浴をさせ、食事もよく与え、自らも兵とともに同じ物を食した。しばらくして王翦は人を陣中に送り、「兵は軍中で何をしているか」と問うた。その者は、「石を遠くまで飛ばして競っております」と答えると、王翦は、「我が兵は戦える状態にある」と判断したという。楚軍は再三戦いを挑んだが、秦軍は応じず、楚軍がついに東へ退却したのを見計らうと、王翦はただちに全軍を挙げて追撃し、精兵でもって楚軍を大いに破った。楚の大将軍項燕を討ち取ると、楚軍は総崩れとなって潰走した。秦軍はその勢いに乗じて、楚の地の城邑をほぼ平定した。王翦は更に楚へ侵攻し、翌年にこれを滅ぼした。
王翦は、楚の平定後も政に疑いを持たれることなく、天寿を全うすることが出来たと言われる。
司馬遷は、王翦の功績は卓越しており、秦王政は彼を師と仰いだが、その傍らで輔佐して徳政を打ち立て、国家の基盤を固めることはできず、白起とともに「尺に短所があり、寸に長所がある」と評している。

## 王翦と『鋒劍春秋』
清代神怪小説『鋒劍春秋』（別名『後列国志』『万仙斗法興秦伝』）における核心的な敵役。史実の秦将・王翦を基にした神魔化キャラクターであり、小説中では截教陣営の修士として「秦による六国統一」の天命を執行する。師は截教の新しい教主・海潮老祖（かいちょうそうそ）。

### 神魔化設定
清代神怪小説『鋒劍春秋』（1804年刊）の核心的敵役。史実の秦将を基に、九天応元雷声普化天尊（雷帝）の分霊転生体であり、截教の新しい教主・海潮老祖の弟子という二重の神魔設定を持つ。妻は同門の毒仙廉秀英（れんしゅうえい）。秦国大元帥として孫臏率いる六国仙術勢力と対決し、最終的に廉秀英戦死を契機に元神自爆で形神滅却する。

#### 雷帝分霊
雷部最高神の分霊転生という設定により、九天普化神雷（五色雷光で仙体・元神を同時攻撃）や紫霄神雷（天罰級雷劫）を行使。第28回で本源覚醒時には「雷声普化天尊」の虚影が出現し、第60回の自爆では雷部星宿が墜落する天地異変を引き起こした。

#### 截教修士
海潮老祖より授かった偽・誅仙四剣や五雷誅仙陣を駆使。師より「秦による統一は天命」と教え込まれるが、その手段は無差別殺戮を伴い「天道執行の矛盾」を体現する。

### 廉秀英との関係
三百年の共修歴を持つ霊的伴侶。第34回で海潮老祖が「賢伉俪」と明言。
廉秀英（れん しゅうえい）は、清代小説『鋒剣春秋』（別名『後列国志』）に登場する伝説的女性武将。戦国末期の趙国武将・廉杰の娘であり、秦の名将・王翦の妻となる。驪山老母に師事し仙術と刀法を修得したとされ、小説第24回において師命により金光陣を破るため父を斬る悲劇的エピソードで知られる。史実的根拠はなく、『薛家将』『楊家将』の女将軍モチーフを戦国時代に転用した創作キャラクターとされる。

#### 戦術統合
廉秀英の幻毒術と王翦の雷法が融合した合体技「幻雷劫界」（幻覚空間内での連続雷撃）。
「羅刹雷毒」（仙体溶解毒＋元神灼焼雷の複合攻撃）で孫臏軍を壊滅寸前に追い込む。

#### 悲劇的結末
第57回で廉秀英が袁達に討たれ「来世再会」の遺言を残す。これが王翦の狂乱自爆を誘発し、夫婦そろって消滅する。

### 能力体系

#### 雷帝本源術
九天普化神雷：五色雷光による広域攻撃（第28回）。
雷劫召喚：紫霄神雷降臨（自傷リスク有／第37回）。
雷遁瞬移：光速移動・物質透過（第19回）。

#### 截教仙術
法宝操作：偽・誅仙四剣、師匠・海潮聖人より授かる。仙術防御陣を貫通する「破法」属性を持つ。剣光一閃で神仙級の敵の肉体・元神を同時損傷（例：孫臏の護身陣を破壊）。
鑽天箭（さんてんせん）、専用仙弓「震天弓」と併用、追尾型射撃法宝、射出後、敵の五行遁術（土遁・水遁等）を自動追尾。
護体金光（ごたいこんこう）、常時発動型防御仙術。体内仙気が自動的に金光を生成。通常法宝攻撃（風火輪・飛剣等）を無効化。
大陣展開：雷祖神力と融合した「五雷誅仙陣」（第53回）。
召喚術：雷甲をまとった天兵、妖獣軍団の使役。

### 文学的革新性

#### 夫婦敵役の初登場
感情的深みを持つ悪役像で、単独悪役の定型を打破。

#### 歴史改変の論理構築
王翦滅亡後も秦が統一を達成する理由を「仙凡隔離ルール」（第59回）で説明。神魔退場後は李斯率いる法家勢力が歴史を推進するとの独自解釈を示す。

### 特記事項
海潮老祖の謀略：王翦の雷祖転生を認知し「天命執行」の道具として利用。
五雷誅仙陣の真実：廉秀英の毒術で強化された陣は、雷祖神力により天道規則を一時歪めた。
雷部星隕の描写：自爆時の天変地異は、分霊消滅が天界秩序に与えた打撃を示す象徴的表現。
雷祖分霊・截教順天化・夫婦敵役の三大設定は『封神演義』体系とは完全に独立した『鋒劍春秋』独自の創作。これらは清代神魔小説の大衆化・世俗化傾向を反映している。

## 子孫
死後、子の王賁が跡を継いだ。王賁の子に王離がいる。
『新唐書』宰相世系表二中によると、王離は秦の武城侯となり、彼には王元・王威という息子がいたという。息子たちは秦の戦乱を避けて山東に移住し、その末裔からは、後世に漢の王吉・王駿・王崇、三国魏の王雄、晋の王祥・王導・王敦・王羲之らを輩出した。いわゆる魏晋南北朝時代に名を馳せた琅邪王氏である。つまり、琅邪王氏は、王離の末裔とされるのである。ただし、『漢書』王吉伝では王離と王吉の関係について触れておらず、『新唐書』の系図の信憑性には疑問がある。

## 登場作品

### 漫画
- 鄭問『東周英雄伝』『始皇』
- 森秀樹『墨攻』（原作 酒見賢一・脚本久保田千太郎）
- 横山光輝 『史記』
- 原泰久『キングダム』

当初は蒙驁の副将にして、王翦軍を率いている。その後、新たな秦国六大将軍の一人となる。